# Diocèse de Sigüenza-Guadalajara
Ne doit pas être confondu avec Archidiocèse de Guadalajara.
Le diocèse de Sigüenza-Guadalajara (en latin : Dioecesis Seguntina-Guadalaiarensis ; en espagnol : Diócesis de Sigüenza-Guadalajara) est un diocèse de l'Église catholique en Espagne, suffragant de l'archidiocèse de Tolède.

## Territoire

Carte des diocèses d'Espagne avec le diocèse de Sigüenza-Guadalajara en rouge

Suffragant de l'archidiocèse de Tolède, le diocèse possède un territoire d'une superficie de 12190 km2 avec 469 paroisses regroupées en 12 archidiaconés correspondant exactement à la province de Guadalajara et a la particularité d'avoir deux évêchés : un à  Sigüenza où se trouve la cathédrale Sainte-Marie et l'autre à Guadalajara avec la cocathédrale de Sainte-Marie.

## Histoire
On connaît l'évêché de Sigüenza depuis le VIe siècle comme on peut le lire dans la procédure du IIIe concile de Tolède signée par Protogenes « Segontiae Ecclesiae episcopus » bien que l'historien et évêque Toribio Minguella situe son origine au IVe siècle. Entre le VIIe siècle et le XIe siècle, la domination musulmane fait qu'il n'y a pas de continuité de l'évêché jusqu'en 1121 lors de la reconquête de Sigüenza.
En 1955 le découpage des frontières diocésaines fait correspondre ses limites avec la province de Guadalajara. À cette fin, le diocèse de Sigüenza cède des territoires appartenant à d'autres provinces (l'archidiaconé de Ayllón dans la province de Ségovie, de vastes zones de la province de Soria et quelques paroisses de la province de Saragosse) et intègre des territoires appartenant au diocèse de Cuenca (les comarques de Campiña del Henares et La Alcarria et la ville de Guadalajara appartenant à l'archidiocèse de Tolède). Le 9 mars 1959, le pape Jean XXIII rebaptise le diocèse sous son nom actuel et l'église de Santa María de Guadalajara devient cocathédrale.

## Source
- (es) Cet article est partiellement ou en totalité issu de l’article de Wikipédia en espagnol intitulé « Diócesis de Sigüenza-Guadalajara » (voir la liste des auteurs).